# Мигрдичян, Вартакес
Вартакес Мигрдичян (англ. Vartakes Migrdichian) — американский химик. Пионер в исследовании пестицидов. Один из первооткрывателей нестойкого инсектицида малатиона.    

## Биография
Мигрдичян приехал в Нью-Йорк без денег в 1914 году и сколотивший состояние на фондовом рынке после краха 1929 года.
Получил докторскую степень по химии в Корнеллском университете. Затем присоединился к American Cynamid и стал пионером в исследовании пестицидов до выхода на пенсию в 1958 году.
Мигрдичян сыграл видную роль в коллективном исследовании ДДТ и был одним из первооткрывателей нестойкого инсектицида малатиона.
Он основал стипендиальный фонд имени своего отца в Армянском всеобщем благотворительном союзе. Пожертвовал 1 млн. долл. в фонд помощи армянским студентам.
Мигрдичян мог бы прожить свою жизнь в роскоши, однако выбрал скромный и холостяцкий образ жизни.